# جونيور أسونساو
كليودر فيريرا أسونساو جونيور (بالبرتغالية: Cleuder Ferreira Assunção Júnior؛ مواليد 24 يونيو 1981) هو مُقاتل فنون قتالية مختلطة برازيلي.

## وصلات خارجية
- جونيور أسونساو على موقع يو إف سي (الإنجليزية)
- جونيور أسونساو على موقع شيردوغ (الإنجليزية)
- جونيور أسونساو على موقع Tapology.com (الإنجليزية)
- جونيور أسونساو على موقع IMDb (الإنجليزية)
- جونيور أسونساو على موقع قاعدة بيانات الفيلم (الإنجليزية)